# レオ5世 (ローマ教皇)
レオ5世（Leo V, ? - 904年）は、第118代ローマ教皇（在位：903年）。

## 生涯
出身地は不明。903年に先代のベネディクトゥス4世の死去により、新教皇に選出された。しかし単なる教区司祭に過ぎなかったレオ5世の選出に対立教皇のクリストフォルスが反発した。この頃のローマ教会は教皇が暗殺されたり党内派閥で争うなど不安定な時期でもあり、司祭に過ぎなかったレオ5世はこの混乱を抑えることができず、クリストフォルスによって同年のうちに廃位されて投獄された。
904年初め、獄中で殺害された。